# Johann Chrysostom Magnenus

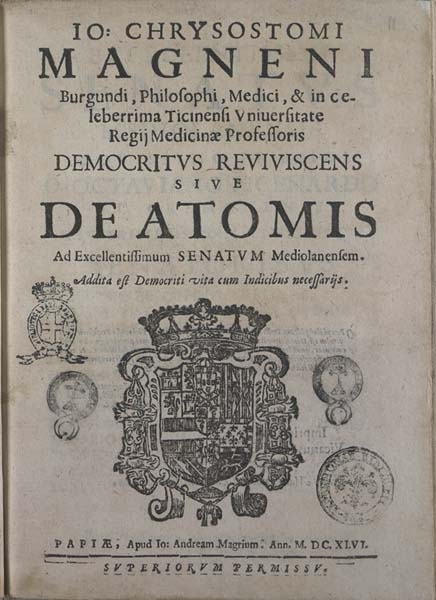
Democritus reviviscens 1646

Johann Chrysostom Magnenus, eigentlich Jean Chrysostome Magnen, (* um 1590 in Luxeuil, Burgund; † um 1679) war ein französischer Arzt, der in Italien wirkte und ein frühes Buch über Atomismus schrieb.

## Leben und Werk
Magnen studierte an der Universität von Dole und wurde dort promoviert. Danach ging er nach Pavia und praktizierte als Arzt. Ab 1646 war er Professor für Medizin, und später zusätzlich der Philosophie, an der Universität Pavia.
Pavia gehörte zum Herzogtum Mailand (zu dieser Zeit unter spanischer Herrschaft), und Magnen hatte hochrangige Patienten in Mailand, darunter den Erzbischof und den Senatspräsidenten. 1660/1 war er Leibarzt des Grafen von Fuensaldagne (Fuensaldaña), den er auf einer Gesandtschaft an den französischen Hof in Paris begleitete. Sein Verbleib nach 1661 ist unbekannt, Sterbeort und -jahr sind unsicher.
Sein Buch über den Atomismus erschien 1646, unter dem Titel Democritus Reviviscens (also „der wiedererstehende Demokrit“). Darin zitiert er Daniel Sennert, seine Atomlehre weicht aber sowohl von der Sennerts als auch der Demokrits ab. Magnen beeinflusste unter anderem Robert Boyle. Zur gleichen Zeit wie Magnen betrieb Pierre Gassendi eine Wiederentdeckung der atomistischen Lehre in Frankreich.
Nach Magnen ist die Materie (wie bei Demokrit) aus unteilbaren minima („Atomen“) aufgebaut, die sich je nach Element in Größe und Form unterscheiden. Anders als Demokrit lehnte er die Existenz eines Vakuums ab.
Als Elemente anerkennt er  Feuer, Wasser und Erde; die Luft war für ihn kein Element, sondern Medium der Wirkung der anderen und verhinderte zudem die Bildung eines Vakuums. Auch hielt er an den Formen der aristotelischen Naturphilosophie fest und nahm eine natürliche Tendenz von Atomen zur Vereinigung in Verbindungen an – darin unterschied er sich zum Beispiel von den Atomtheorien von Boyle oder Gassendi. Die Materia prima lehnte er ab, Elemente waren nach ihm nicht ineinander umwandelbar, sondern behielten bei chemischen Verbindungen ihre Identität.
In Democritus Reviviscens gibt Magnen als erster Gelehrter überhaupt eine quantitative Schätzung für die Größe eines „Atoms“. Er schätzt die Anzahl der Atome (Moleküle) in einem Weihrauchkorn („nicht mehr als erbsengroß“) auf die Größenordnung von 1018.
Diese Schätzung ist erstaunlich gut, sie liegt ungefähr eine Größenordnung unter dem wahren Wert. Die erste Schätzung zur Größe eines Moleküls in der modernen Chemie findet sich erst mehr als zweihundert Jahre später, bei  Josef Loschmidt (1865).
Magnen schrieb außerdem ein medizinisches Buch über Tabak, in dem er gegen verschiedene Gebrechen Tabak-Sirup empfiehlt, und ein Buch über Manna.

## Schriften
- Democritvs reviviscens sive de atomis. Addita est vita Democriti, Pavia 1646, Leiden 1648, London/Den Haag 1658 (das Buch war dem Senat von Mailand gewidmet)
- De tabaco exercitationes quatuordecim, Pavia 1648, Pavia/Den Haag 1658
- De manna liber singularis, Pavia 1648, Pavia/Den Haag 1658